# Gaofen 1
Gaofen-1 (chinesisch 高分一号, Pinyin Gāofēn Yī hào) ist ein chinesischer Erdbeobachtungssatellit. Er ist Teil des Hochauflösenden Erdbeobachtungssystems Chinas.
Gaofen-1 wurde am 26. April 2013 um 4:13 UTC im Auftrag des Zentrums für Erdbeobachtung und Daten der Nationalen Raumfahrtbehörde mit einer Trägerrakete Langer Marsch 2D vom Kosmodrom Jiuquan zusammen mit den drei kleinen Experimentalsatelliten TurkSat-3USat (Türkei), CubeBug-1 (Argentinien) und NEE-01 Pegaso (Ecuador) in eine sonnensynchrone Umlaufbahn gebracht.
Der dreiachsenstabilisierte Satellit ist mit einer CCD-Kamera mit einer Auflösung von bis zu zwei Metern, einer Multispektralkamera mit einer Auflösung von 8 Metern sowie vier Multispektralkameras mit einer Auflösung von 16 Metern und hoher Schwadbreite ausgerüstet. Er soll etwa zur Unterstützung
bei Kartografie, Meeres- und Wetterbeobachtung, Überwachung von Wassernutzung und forstwirtschaftlichen Ressourcen, kleinräumiger Stadt- und Verkehrsplanung, Abschätzungen über die Verbreitung von Epidemien, Erkennung von dringendem Bedarf bei öffentlicher Hygiene und Erdsystemwissenschaft dienen.
Er wurde auf Basis des CAST2000-Satellitenbus der Chinesischen Akademie für Weltraumtechnologie gebaut, welcher Nutzlasten von bis zu 600 Kilogramm und mit rund einem Kilowatt Energiebedarf erlaubt.
Dieser Bus wurde schon für andere Erdbeobachtungssatelliten wie Huanjing-1C eingesetzt. In den folgenden Jahren wurden weitere Satelliten der Baureihe mit ähnlicher Instrumentenbestückung im Rahmen des im Aufbau befindlichen hochauflösenden Erdbeobachtungssystems (CHEOS) gestartet.